# 中马其顿大区
中马其顿大区（羅馬化：Perifereia Kentrikis Makedonias），是希腊的13个大区之一，其范围覆盖希腊的马其顿传统地区的中部。大区面积为18,810.52平方公里，人口数量为1,795,669人（2021年）。大区首府为塞萨洛尼基。

## 地理
中马其顿大区位于希腊北部，北边与北马其顿共和国和保加利亚接壤，南边为沿海地带，海岸上有四个海湾。大区首府及最大城市为塞萨洛尼基，塞雷为人口第二多的城市，接下来为卡泰里尼、韦里亚及亚尼察。中马其顿基本上为低地，有很多河流。第一及第二产业均高度发达。希腊最大的平原位于此大区。塞萨洛尼基为希腊马其顿地区的都市，也是希腊第二大城市。大区内最高山峰为奥林匹斯山（2,918米）。最大的河流为阿利阿克蒙河，注入塞尔迈湾。湖泊有科罗尼亚湖、沃爾維湖、多伊蘭湖及凯尔基尼湖。海岸为连续性、平坦、多沙，适合游泳（除了河口及塞萨洛尼基住宅区的岸边之外）。

## 行政
中马其顿大区设立于1987年的行政区划改革中。在2010年卡利克拉提斯改革方案中，大区的权力和职责完全重新定义并扩大。跟东马其顿和色雷斯大区一道，中马其顿大区受到驻地在塞萨洛尼基的马其顿和色雷斯权力下放管理局的监督。中马其顿大区下分为7个专区（对应原先的州份）：哈尔基季基专区、伊马夏专区、基尔基斯专区、派拉专区、皮埃里亚专区、塞雷专区和塞萨洛尼基专区。这些专区再下分为38个市镇。
虽然阿索斯山在地理上为中马其顿地区的一部分，但在行政上不属于该大区，而是在希腊主权之下的单独自治实体。

## 外部連結
- 官方网站  （希腊文）